# Gunnar Edström

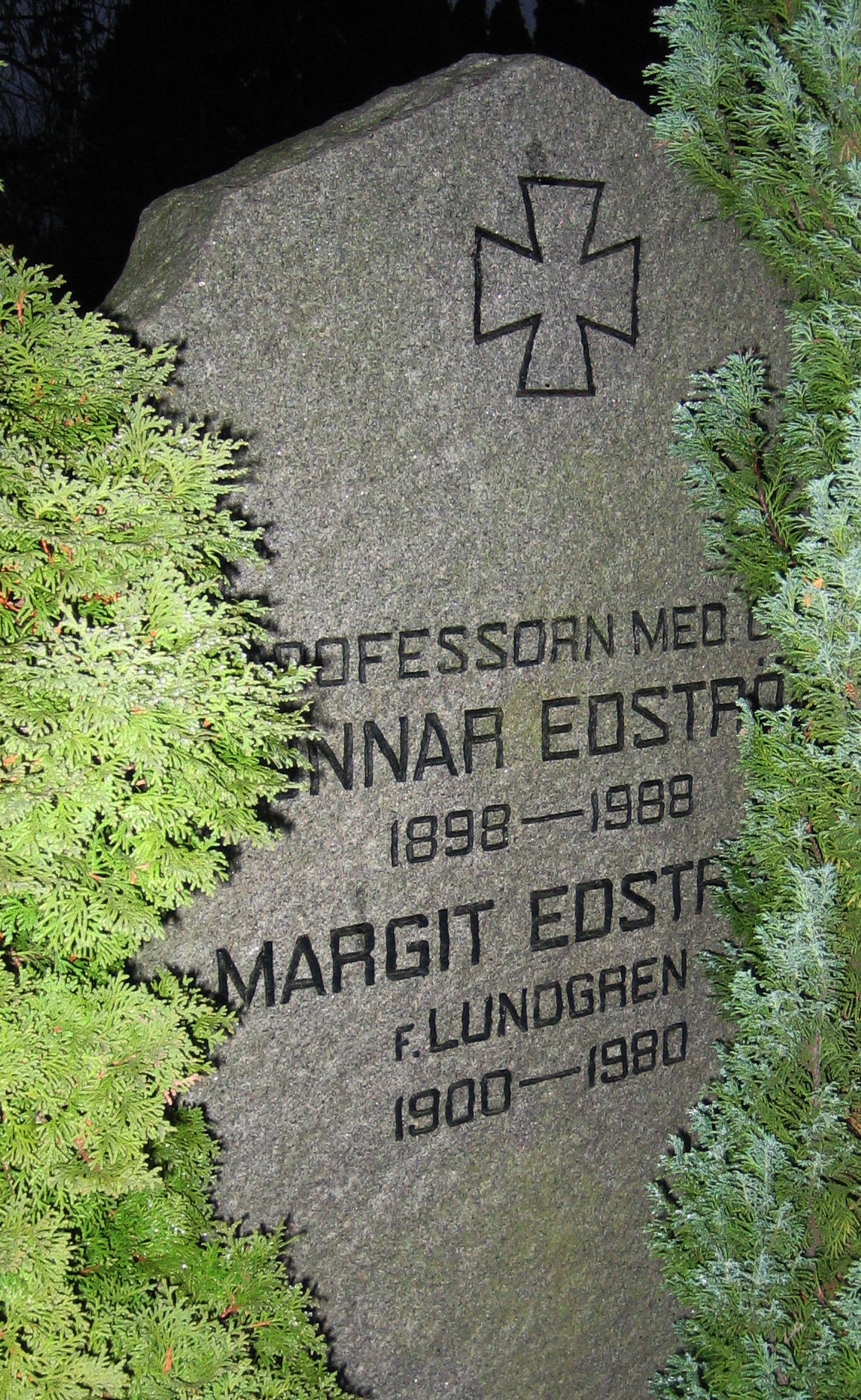
Gunnar Edströms gravsten på Klosterkyrkogården i Lund.

Gunnar Olof Edström (i riksdagen kallad Edström i Lund), född 1 juni 1898 i Frösö församling, Jämtlands län, död 22 juni 1988 i Lunds domkyrkoförsamling, Malmöhus län, var en svensk läkare och politiker (folkpartist). Han var äldre bror till ämbetsmannen Kjell Edström och Södra Skogsägarnas grundare Gösta Edström.
Gunnar Edström, som kom från en prästfamilj, utbildade sig till läkare vid Uppsala universitet och blev därefter medicine doktor vid Lunds universitet 1936 på en avhandling om reumatisk feber. Han verkade därefter som docent och forskare i reumatologi och fysikalisk terapi, och erhöll professors namn 1962.
Edström var ordförande för folkpartiet i Lund 1944–1957 och ordförande för partiets valkretsförbund för fyrstadskretsen 1960–1968. År 1939–1966 var han ledamot av Lunds stadsfullmäktige.
Edström var riksdagsledamot i första kammaren för Malmöhus läns valkrets 1957–1968. I riksdagen tillhörde han bland annat andra lagutskottet, fram till 1963 som suppleant och från 1964 som ledamot. Han var flitigt engagerad i hälso- och sjukvårdspolitik, men var också verksam bland annat i frågor kring trafiksäkerhet. Han skrev 129 egna motioner i riksdagen framförallt om hälso- och sjukvård, om utbildning och om trafik, särskilt trafiksäkerhet.
Edström ligger begravd på Klosterkyrkogården i Lund.